# International Harvester 353
L'International Harvester 353 est un modèle de tracteur agricole produit par l'entreprise International Harvester.
Ce tracteur d'une puissance modérée (35 ch DIN), conçu pour le marché européen, est produit en France et en Allemagne entre 1967 et 1972.

## Historique

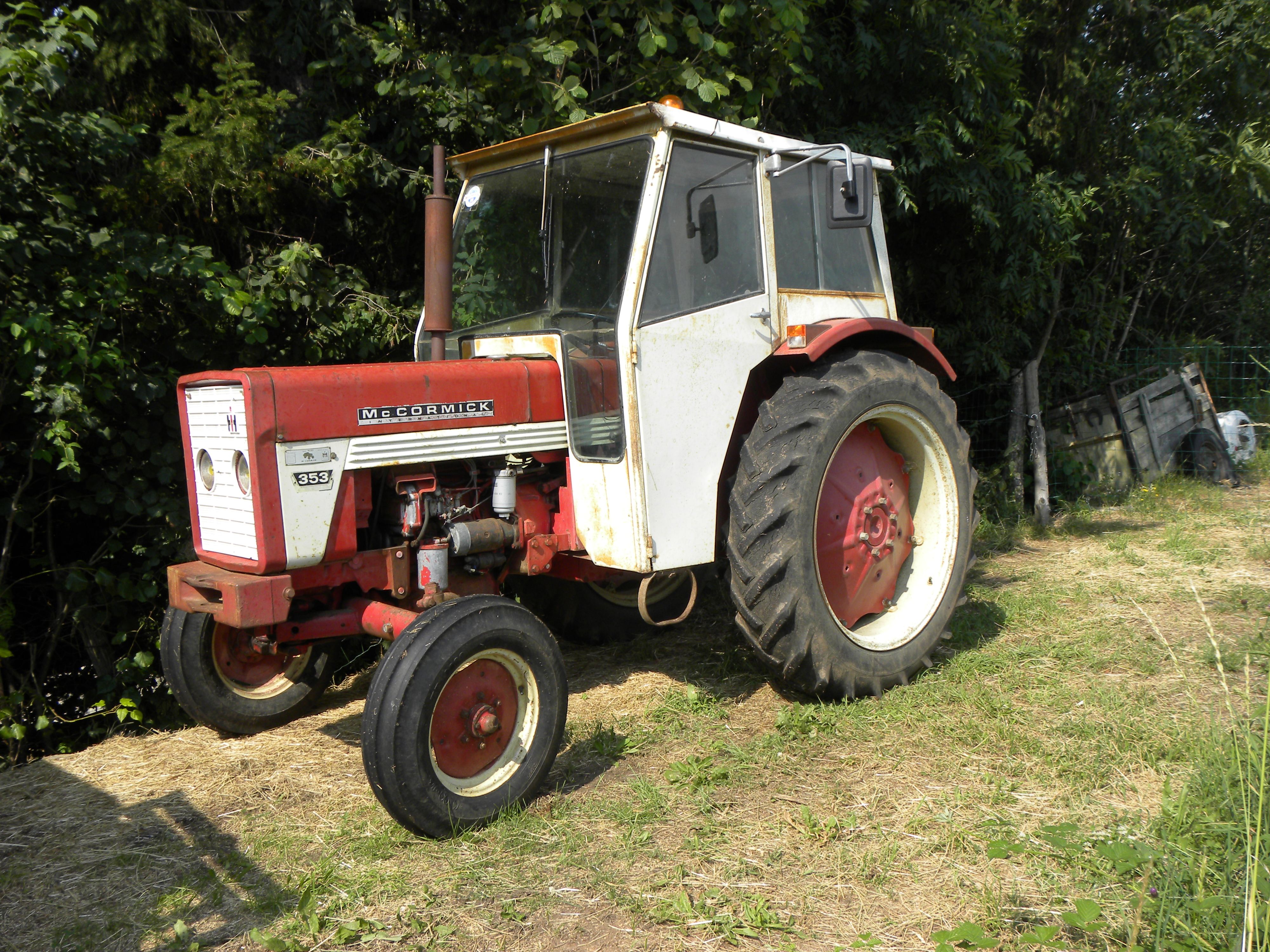
IH 353 badgé McCormick.

Au début des années 1960, International Harvester souhaite parfaire son implantation sur le marché européen et bénéficier de synergies entre ses usines basées sur le continent. L'entreprise veut imposer l'idée d'une gamme cohérente, échelonnée et adaptée aux exigences des acheteurs européens ; l'adoption d'une identité visuelle commune et renouvelée participe largement au succès de cette lignée. C'est ainsi que la gamme Common Market arrive sur le marché entre 1965 et 1971. Tous les moteurs sont fabriqués en Allemagne à Neuss et toutes les transmissions en France à Saint-Dizier mais chaque usine assemble ses propres tracteurs.
Les modèles les moins puissants de la gamme sont fabriqués en premier, à partir de 1965, les modèles les plus puissants à partir de 1971. Le 353, modèle de milieu de gamme, est fabriqué de 1967 à 1972. Les tracteurs de la gamme Common Market sont badgés « McCormick-International » jusqu'en 1969, le nom de McCormick étant porteur d'une excellente réputation ; à partir de 1970, seul le nom « International » apparaît.

## Caractéristiques
L'International Harvester 353 est motorisé par un groupe fourni par l'entreprise elle-même. Ce moteur Diesel à trois cylindres (alésage de 98,4 mm pour une course de 111,1 mm) en ligne, à injection directe, possède une cylindrée totale de 2 536 cm3. Il développe une puissance maximale de 35 ch DIN à 1 900 tr/min. C'est le premier moteur à trois cylindres produit par International Harvester.
Le boîte de vitesses montée de série sur le 353 comporte huit rapports avant et deux arrière, mais des options permettent d'obtenir 12 ou 16 rapports avant et une troisième vitesse arrière. La vitesse maximale du tracteur, conforme à la réglementation européenne de l'époque, est de 23,4 km/h.
Le tracteur est équipé de série d'un relevage arrière d'une capacité de 1 760 kg et d'une prise de force normalisée tournant à 540 trm/min. Par contre, aucun dispositif d'attelage de remorque n'est prévu ; il s'agit d'une option, ce qui permet de contenir le prix d'achat du modèle de base.
L'accès au poste de conduite est facile, mais le disposition générale des commandes assez peu ergonomique. Pour améliorer le confort de conduite, le montage en usine d'une cabine est proposé en option.
La masse à vide en ordre de marche du tracteur, hors option, est de 1 730 kg.